# Ford против Ferrari
«Ford против Ferrari» (англ. Ford v Ferrari, в Великобритании, Германии, Италии, Франции и ряде других стран — Le Mans '66) — художественный фильм Джеймса Мэнголда в жанре биографической драмы. В российском прокате изначально планировалось выпустить фильм под названием «Дерзкий вызов». Картина основана на книге американского писателя и журналиста Эй. Дж. Бэйма Go Like Hell: Ford, Ferrari and Their Battle for Speed and Glory at Le Mans  об автоспортсмене и гоночном  инженере Кене Майлзе, приведшему к победе Ford над Ferrari. Главные роли в фильме исполняют Кристиан Бейл и Мэтт Деймон.

## Сюжет
1963 год. Американский гоночный клуб проводит гонки в городе Уиллоу-Спрингс. В них участвует вспыльчивый британский пилот Кен Майлз (Кристиан Бейл) под руководством Кэрролла Шелби (Мэтт Деймон). До начала соревнования между пилотом и его руководителем вспыхивает конфликт и Майлз бросает в Шелби гаечный ключ. Гонку, однако, Майлз выигрывает.

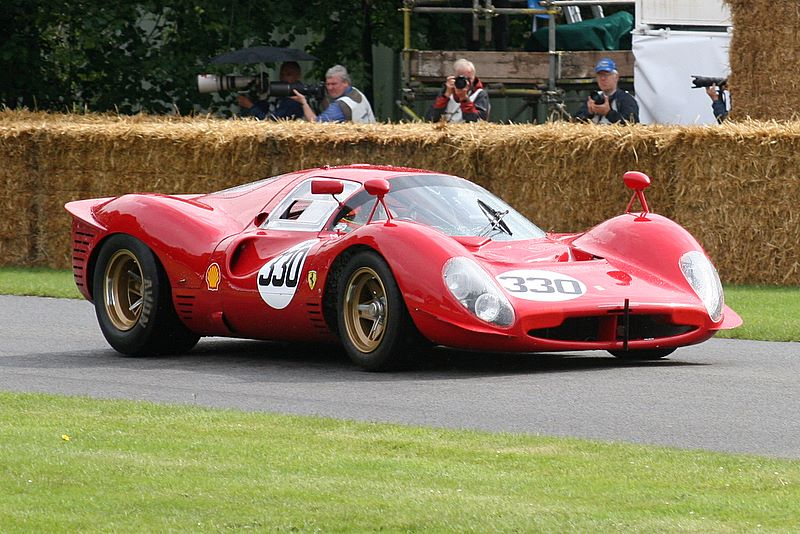
Ferrari 330 P3 автомобиль, который в гонке 24 часа Ле-Мана 1966 пилотировал Лоренцо Бандини

В это время американская автомобилестроительная компания Ford во главе с Генри Фордом II (Трейси Леттс) переживает не лучшие времена. Один из менеджеров компании Ли Якокка (Джон Бернтал) предлагает Генри II брать пример с итальянского концерна Ferrari, удерживающего пальму первенства в гонке 24 часа Ле-Мана. Получив одобрение руководителя, Якокка отправляется в Италию, где лично встречается с Энцо Феррари (Ремо Джироне) и предлагает объединить их компании. Сделка проваливается, когда Якокка говорит, что без одобрения Генри II команда Ferrari не сможет принимать участие в Ле-Мане. Взбешённый такой наглостью американцев Феррари оскорбляет компанию и её директора, сказав по-английски Якокке, чтобы он передал Форду, что «Он не Генри Форд, он Генри Форд Второй».

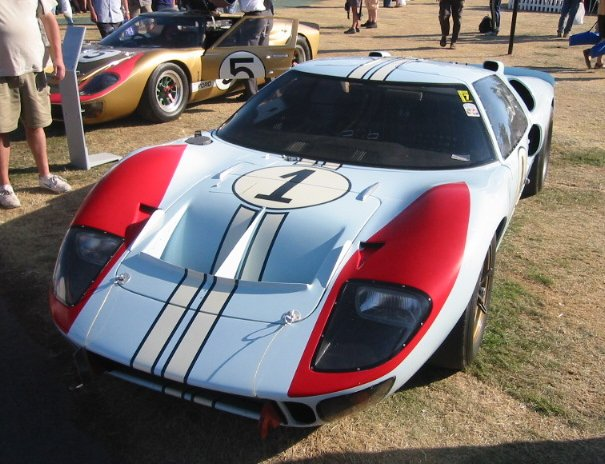
Ford GT40 Mark II автомобиль, который в гонке 24 часа Ле-Мана 1966 пилотировал Кен Майлз

Вернувшись в Америку Якокка дословно пересказывает разговор Генри II, который в ответ приказывает своей гоночной команде построить автомобиль, способный победить Ferrari в Ле-Мане. Единственным американцем, который к тому времени выигрывал 24 часа Ле-Мана, был Шелби, поэтому Якокка обращается к нему за помощью. Шелби ставит условие, что будет работать вместе со своим пилотом и по совместительству механиком Кеном Майлзом. Шелби и Майлз тестируют прототип Ford GT40 в международном аэропорту Лос-Анджелеса, дорабатывая его конструкцию и дизайн. Однако, когда автомобиль готов к гонке, руководство не разрешает пилотировать её непокорному Майлзу, который не может быть лицом компании, в отличие от Брюса Макларена и Фила Хилла. В итоге Ле-Ман в 1964 году выигрывает Ferrari, а Ford не попадает в тройку лидеров.
Шелби и Майлз продолжают испытания GT40. Однажды Майлз не справляется с управлением и чуть не гибнет в горящем автомобиле. В 1966 году старший вице-президент Ford Лео Биби берёт на себя управление гоночной командой, намереваясь исключить из неё Майлза. Однако Шелби, оставшись наедине с Генри II, сажает его в гоночный автомобиль и едет по трассе на полной скорости. Видя, что Генри II расчувствовался от страха, Шелби убеждает его, что, если Майлз выиграет 24 часа Дейтоны, то ему будет разрешено участвовать и в гонке в Ле-Мане.
На трассе в Дейтоне Биби выставляет сразу две команды от Ford, причём у второй есть преимущество: она быстрее работает на пит-стопах, так как раньше участвовала в гонках NASCAR. Майлз отстаёт от лидеров и тогда на последнем круге Шелби разрешает ему ехать на предельных оборотах, в результате чего Майлз выигрывает гонку. Генри II узнаёт об этом и радостно удивляется.
Наступает пора гонки в Ле-Мане 1966 года. На старте у Майлза обнаруживается неисправность: не закрывается передняя дверь. Ему приходится заходить на пит-стоп после первого круга. Но после устранения проблемы, Майлз начинает нагонять упущенное, обгоняя одного за другим пилотов Ferrari. В гонке с пилотом Лоренцо Бандини, пилотирующим Ferrari P нового поколения, у Майлза выходят из строя тормоза. На пит-стопе ему заменяют тормозную систему, однако Энцо Феррари считает, что это не по правилам. Шелби же убеждает представителей гонки, что замена тормоза относится к замене любых других механических частей, что является законным. Майлз и Бандини снова соревнуются в скорости пока у машины Бандини не закипает двигатель и он не выбывает из гонки.
Время соревнования подходит к концу, лидирующие позиции занимают три команды Ford во главе с Майлзом, ставящим рекорды круг за кругом. Биби решает, что было бы красиво, если бы все три машины пришли к финишу одновременно. Он приказывает Шелби заставить Майлза замедлиться, чтобы другие два Форда догнали его. Майлз не соглашается с этим решением, продолжая ехать на максимальной скорости. Но потом он решает подчиниться и позволяет другим Ford нагнать его и вместе дойти до финиша. В итоге победителем объявляют Брюса Макларена, так как он на старте стоял дальше остальных. Но всё же Майлз благодарен Шелби за предоставленную ему возможность участвовать в гонке.
Через два месяца после Ле-Мана, во время испытаний нового автомобиля на трассе в Риверсайде, у Майлза снова отказывают тормоза, и он разбивается насмерть. Шесть месяцев спустя Шелби навещает вдову Майлза, Молли (Катрина Балф), и сына Питера (Ноа Джуп), и отдаёт Питеру гаечный ключ, брошенный Майлзом в него перед гонкой в Уиллоу-Спрингсе. В финальном титре сообщается, что команда Ford продолжит свою победную серию в Ле-Мане, начавшуюся в 1966-м до 1969 года включительно, благодаря разработкам Шелби и Майлза. И станет единственной американской командой, выигрывавшей эту престижную гонку. Майлз будет посмертно избран в Зал славы автоспорта США в 2001 году.

## В ролях
- Кристиан Бейл — Кен Майлз, отец Питера и муж Молли
- Мэтт Деймон — Кэрролл Шелби
- Катрина Балф — Молли Майлз, мать Питера и жена Кена
- Трейси Леттс — Генри Форд II
- Ремо Джироне — Энцо Феррари
- Джон Бернтал — Ли Якокка, менеджер компании Ford
- Джей Джей Филд — Рой Ланн[англ.]
- Ноа Джуп — Питер Майлз, сын Кена и Молли
- Джош Лукас — Лео Биби, вице-президент компании Ford
- Джек Макмаллен — Чарли Агапиу, один из главных британских механиков Майлза
- Джо Уильямсон — Дон Фрей
- Рэй Маккиннон — Фил Ремингтон[англ.]
- Рудольф Мартин — Дитер Восс
- Брайди Латона — Клаудия Кардинале
- Уорд Хортон — Бёрт
- Кристофер Дарга — Джон Холман
- Шон Кэрриган — Уолт Хансген
- Джулиан Миллер — Эрик Бродли
- Уоллес Лэнгэм — доктор Грэнджер
- Эван Арнолд — представитель Sports Car Club of America Билл
- Эмил Бехешти — главный инженер по аэронавтике
- Дэрин Купер — Сэм
- Коррадо Инверницци — Франко Гоцци
- Марк Креник — механик из команды Шелби
- Даллас Чэндлер — гостья на гонках
- Джайлс Мэтти — Лэнс Ревентлоу
- Джан Франко Торди — охранник Джанни Аньелли
- Дэйна Ли Брэнд — гостья на гонках
- Шон Лоу — Гас Скассел
- Келси Дероиан — зрительница
- Тим Бэннинг — репортёр
- Гвидо Кокомелло — Лудо Скарфьотти
- Питер Арпеселла — бригадир «Феррари»
- Майкл Ланахан — сотрудник Brumos
- Дэрил Рейно — продавщица хот-догов[7]

## Производство
Фильм, основанный на соперничестве между Фордом и Феррари за господство в гонке «24 часа Ле-Мана», был в разработке компании 20th Century Fox. Изначально главные роли в проекте по оригинальному сценарию Джейсона Келлера собирались исполнять Том Круз и Брэд Питт, но проект развалился после того, как Джез Баттеруорт и Джон-Генри Баттеруорт написали черновик сценария. 5 февраля 2018 года было объявлено о том, что Джеймса Мэнголда пригласили занять кресло режиссёра фильма, основанного на предыдущем сценарии Джейсона Келлера, Джеза Баттеруорта и Джона-Генри Баттеруорта. В марте стало известно, что на главные роли претендуют Мэтт Деймон и Кристиан Бейл. Бейл ранее снимался у Мэнголда в фильме «Поезд на Юму». Позднее Катрина Балф, Джон Бернтал и Ноа Джуп присоединились к актёрскому составу. В июле 2018 года Джек Макмаллен пробовался на роль главного британского механика Майлза, а актёр и драматург Трейси Леттс присоединился к актёрскому составу, чтобы сыграть роль Генри Форда II; также к актёрам фильма присоединился Джо Уильямсон. В августе 2018 года Джей Джей Филд проходил пробы на роль автомобильного инженера Роя Ланна, руководителя компании Ford Advanced vehicles в Англии и правой руки Генри Форда II-го. Композитор Марко Бельтрами, сотрудничавший ранее с Мэнголдом, подтвердил, что он напишет музыку для фильма.

### Съёмки
Съёмки фильма начались 30 июля 2018 года и продолжались 67 дней и проходили в таких местах, как Калифорния, Новый Орлеан, Атланта, Стейтсборо. В Европе съёмки не велись по соображениям экономии бюджета. Эпизоды, происходящие на «гоночной петле» в Ле-Мане (Франция), также снимались в США, в аэропорту Агуа-Дулс в Агуа-Дулс, Калифорния, окружённом со всех сторон холмами. Однако, остальные части этой трассы снимались на автодроме в Джорджии, ландшафт которой похож на французский. Многие сцены фильма были сняты на американском тестовом автодроме компании Honda.
Изображение большинства гоночных болидов, присутствующих в фильме, сгенерировано компьютером на основе имеющихся 3D-моделей и исторических фотографий. Крупные планы гонщиков снимались в павильоне в пустых автомобильных кузовах, установленных на воздушной подушке для имитации взаимных перемещений. В качестве источника меняющегося освещения служил круговой LED-экран, на который выводилось соответствующее изображение. При дальнейшей обработке место экранов занимали снятые отдельной движущейся платформой фоны.

## Премьера
Первоначально компания 20th Century Fox намечала выпуск фильма на 28 июня 2019 года. Позже дату премьеры перенесли на сентябрь 2019-го, она состоялась в рамках Кинофестиваля в Торонто 2019 года. Премьера в России состоялась 14 ноября 2019 года, в первые выходные фильм стал лидером отечественного проката.

## Рецензии критиков
На сайте агрегирования рецензий Rotten Tomatoes у фильма рейтинг одобрения, основанный на 21 рецензиях, составляет 92 %, со средним рейтингом 7,77/10. Критический консенсус: «„Ford против Ferrari“ содержит весь отполированный экшн, который аудитория вправе ожидать от фильма про автомобили — это сбалансировано драматическими событиями, которых достаточно, чтобы просмотр удовлетворил не только фанатов гонок». Metacritic дал фильму взвешенный средний балл 81 из 100, основанный на рецензиях 46 критиков — «широкое признание». Аудитория, опрошенная сайтом CinemaScore, дала фильму редкую оценку A+.
Мик Ласалль из San Francisco Chronicle дал фильму 4 звезды из 4, написав: «Ford против Ferrari мог бы просто быть спортивной историей, передающей интересную главу в автогонках, и этого было бы достаточно. Но, показав постоянное вмешательство Форда и его помощников в преданную работу Майлза и Шелби, этот фильм Джеймса Мэнголда становится повестью борьбы душ с бездушием». Эрик Конн с сайта Indiewire дал фильму оценку B, написав: «Ford против Ferrari превосходен в передаче чувства искреннего восхищения гонкой, и эти моменты достаточно захватывающие, чтобы спорить, что ничто не способно сравняться с возбуждением, вызываемым соревнованиями». Питер Дебрюж из Variety похвалил сцены гонок и игру дуэта Бэйл-Деймон: «Лучшие спортивные фильмы не столько о спорте, сколько о личностях, и эти двое замечательны».

## Награды и номинации
| Премия                               | Дата церемонии  | Категория                                   | Лауреаты и номинанты                                           | Результат | Ист.          |
| ------------------------------------ | --------------- | ------------------------------------------- | -------------------------------------------------------------- | --------- | ------------- |
| AACTA Awards                         | 3 января 2020   | Лучший актёр                                | Кристиан Бейл                                                  | Номинация | [ 30 ]        |
| Премия «Оскар»                       | 9 февраля 2020  | Лучший фильм                                | Питер Чернин, Дженно Топпинг, Джеймс Мэнголд                   | Номинация | [ 31 ]        |
| Премия «Оскар»                       | 9 февраля 2020  | Лучший монтаж                               | Майкл МакКаскер, Эндрю Бакланд                                 | Победа    | [ 31 ]        |
| Премия «Оскар»                       | 9 февраля 2020  | Лучший звук                                 | Пол Мэсси, Дэвид Джанмарко и Стивен Морроу                     | Номинация | [ 31 ]        |
| Премия «Оскар»                       | 9 февраля 2020  | Лучший звуковой монтаж                      | Дональд Сильвестер                                             | Победа    | [ 31 ]        |
| Премия Гильдии декораторов           | 1 февраля 2020  | Лучшие декорации (исторический фильм)       | Франсуа Одоу                                                   | Номинация | [ 32 ]        |
| Американское общество кинооператоров | 25 января 2019  | Лучшая операторская работа (в фильме)       | Фидон Папамайкл                                                | Номинация | [ 33 ]        |
| BAFTA                                | 2 февраля, 2020 | Лучший оператор                             | Фидон Папамайкл                                                | Номинация | [ 34 ]        |
| BAFTA                                | 2 февраля, 2020 | Лучший монтаж                               | Майкл МакКаскер и Эндрю Бакланд                                | Победа    | [ 34 ]        |
| BAFTA                                | 2 февраля, 2020 | Лучший звук                                 | Дональд Сильвестри, Пол Мэсси, Дэвид Джанмарко и Стивен Морроу | Номинация | [ 34 ]        |
| Critics' Choice Movie Awards         | 12 января 2020  | Лучший фильм                                | Ford против Ferrari                                            | Номинация | [ 35 ]        |
| Critics' Choice Movie Awards         | 12 января 2020  | Лучший экшн-фильм                           | Ford против Ferrari                                            | Номинация | [ 35 ]        |
| Critics' Choice Movie Awards         | 12 января 2020  | Лучшие визуальные эффекты                   | Ford против Ferrari                                            | Номинация | [ 35 ]        |
| Critics' Choice Movie Awards         | 12 января 2020  | Лучший монтаж                               | Майкл МакКаскер и Эндрю Бакланд                                | Номинация | [ 35 ]        |
| Critics' Choice Movie Awards         | 12 января 2020  | Лучший оператор                             | Фидон Папамайкл                                                | Номинация | [ 35 ]        |
| Camerimage                           | 16 ноября 2019  | Золотая лягушка                             | Фидон Папамайкл (оператор), Джеймс Мэнголд (режиссёр)          | Номинация | [ 36 ] [ 37 ] |
| Премия «Золотой глобус»              | 5 января 2020   | Лучшая мужская роль                         | Кристиан Бейл                                                  | Номинация | [ 38 ]        |
| Премия Гильдии продюсеров США        | 18 января 2020  | Лучший фильм                                | Питер Чернин, Дженно Топпинг, Джеймс Мэнголд                   | Номинация | [ 39 ]        |
| Спутник                              | 19 декабря 2019 | Лучший фильм                                | Ford против Ferrari                                            | Победа    | [ 40 ]        |
| Спутник                              | 19 декабря 2019 | Лучший режиссёр                             | Джеймс Мэнголд                                                 | Победа    | [ 40 ]        |
| Спутник                              | 19 декабря 2019 | Лучшая мужская роль                         | Кристиан Бэйл                                                  | Победа    | [ 40 ]        |
| Спутник                              | 19 декабря 2019 | Лучший оригинальный сценарий                | Джез Баттеруорт, Джон-Генри Баттеруорт и Джейсон Келлер        | Номинация | [ 40 ]        |
| Спутник                              | 19 декабря 2019 | Лучшая музыка в фильме                      | Марко Бельтрами и Бак Сандерс                                  | Номинация | [ 40 ]        |
| Спутник                              | 19 декабря 2019 | Лучший операторская работа                  | Фидон Папамайкл                                                | Номинация | [ 40 ]        |
| Спутник                              | 19 декабря 2019 | Лучшие визуальные эффекты                   | Оливье Дюмонт, Марк Байерс и Кэти Сегал                        | Номинация | [ 40 ]        |
| Спутник                              | 19 декабря 2019 | Лучший монтаж                               | Майкл Маккаскер и Эндрю Бакланд                                | Победа    | [ 40 ]        |
| Спутник                              | 19 декабря 2019 | Лучший звук                                 | Дональд Сильвестри, Пол Мэсси, Дэвид Джанмарко и Стивен Морроу | Победа    | [ 40 ]        |
| Спутник                              | 19 декабря 2019 | Лучший художник-постановщик                 | Франсуа Одоу и Питер Лэндо                                     | Номинация | [ 40 ]        |
| Премия Гильдии киноактёров США       | 19 января 2020  | Лучшая мужская роль                         | Кристиан Бейл                                                  | Номинация | [ 41 ]        |
| Премия Гильдии киноактёров США       | 19 января 2020  | Лучший каскадёрский ансамбль в игровом кино | Ford против Ferrari                                            | Номинация | [ 41 ]        |

## Факты
Кэрролл Шелби, описывая руководителям компании «Форд» биографию Кена Майлза, говорит, что Кен — ветеран Второй мировой войны, проехавший в танке от Нормандии до Берлина, что является художественной вольностью сценариста, на самом деле в биографии Кена не было такого факта.